# Teuthraustes guerdouxi
Espèce
Teuthraustes guerdouxi est une espèce de scorpions de la famille des Chactidae.

## Distribution
Cette espèce est endémique du département de Boyacá en Colombie. Elle se rencontre vers Otanche.

## Étymologie
Cette espèce est nommée en l'honneur de Jean Guerdoux.

## Publication originale
- Lourenço, 1995 : Considérations sur la biogéographie des espèces appartenant au genre Teuthraustes Simon, 1878 (Chelicerata, Scorpiones, Chactidae). Revue Arachnologique, vol. 10, no 11, p. 201-206.